# Parc national de l’Île-Bonaventure-et-du-Rocher-Percé
Der Parc national de l’Île-Bonaventure-et-du-Rocher-Percé (frei übersetzt „Nationalpark Bonaventure-Insel und Durchbohrter Felsen“) ist einer der aktuell 27 Nationalparks in der kanadischen Provinz Québec. Dort entspricht ein Parc national dem, was in den übrigen Provinzen als Provincial Park bezeichnet wird. Der Park wird von Sépaq (französisch Société des établissements de plein air du Québec bzw. englisch Society of outdoor recreation establishments of Quebec) betrieben.
Der Park liegt beim Hafenort Percé im Osten der Halbinsel Gaspésie am Sankt-Lorenz-Golf auf der Île Bonaventure und seinem Umfeld. Das Wahrzeichen des Ortes ist der bei Ebbe zu Fuß zu erreichende, 88 m hohe und 438 m lange Kalksteinfelsen Rocher Percé. Das Gebiet wurde aber vor allem unter Schutz gestellt, weil hier die größte Basstölpelkolonie Kanadas, nach anderen Angaben gar der Welt besteht und auch sonst zahlreiche Zugvögel die Bonaventureinsel aufsuchen. Das Schutzgebiet für Zugvögel umfasst knapp 13 km², davon sind 467 ha Land- und 832 ha Seefläche. Direktor des Parks ist Remi Plourde.

## Geschichte
Um 1500 erreichten europäische Fischer, vor allem Basken, Bretonen und Iren, erstmals die Region um die Insel, doch siedelten sie sich nicht an. Erst mit der Übernahme der Kolonialherrschaft durch die Briten im Jahr 1760 begann eine Besiedlung, die bis 1971 andauerte. Wahrscheinlich entstanden die Graslandschaften im Westen der Insel, die lange für natürlich gehalten wurden, durch die örtliche Bewirtschaftung, also Holzgewinnung, Weidewirtschaft usw.

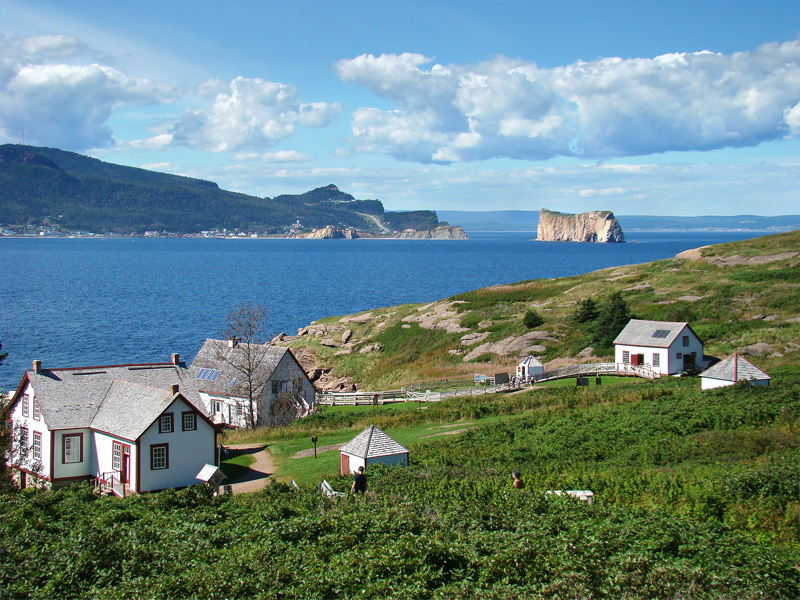
Häuser auf der Bonaventure-Insel, 2012

Als 1919 Kanada und die USA ein Abkommen über den Schutz der Zugvögel schlossen (Migratory Bird Convention von 1916), da wurde die Bonaventure-Insel unter Schutz gestellt. 1971 erwarb die Provinz Québec die Insel und stellte sie unter Schutz, 1974 folgte der durchbohrte Fels. 1985 entstand der heutige Park, in dem 293 Vogelarten bestimmt werden konnten.

## Flora und Fauna

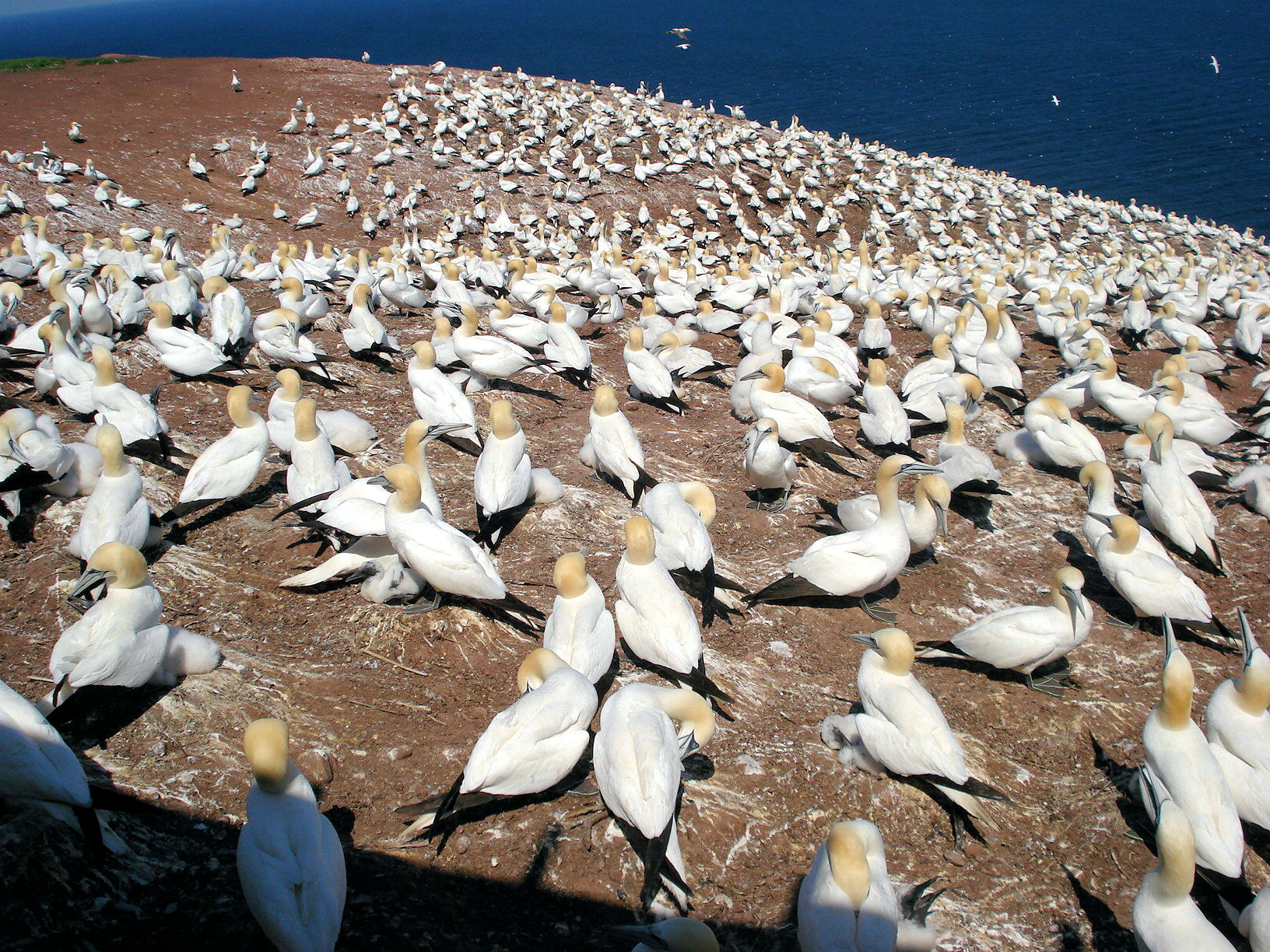
Basstölpelkolonie auf der Île Bonaventure

In der warmen Jahreszeit leben mehr als 60.000 Basstölpelpaare im Parkgebiet, insgesamt mehr als 200.000 Seevögel. Insgesamt sollen es sogar mehr als 350.000 Vögel im Sommer sein. Neben den Basstölpeln findet man vor allem Dreizehenmöwen, für die die Insel neben Forillon und Anticosti das wichtigste Refugium im Sankt-Lorenz-Golf darstellt (allein in diesen Gebieten lebten 2010 71 % der Tiere), Trottellummen, Seeschwalben, Gryllteisten, Alkenvögel, Silber- und Mantelmöwen, Tordalke, Kormorane, Ohrenscharben, Papageitaucher und Kappenwaldsänger. Vor allem für die Vögel, die die Insel nicht verlassen können, stellt eine zu hohe Zahl von Besuchern eine erhebliche Gefahr dar, da sich die Tiere gestresst fühlen und ihre Brutpflege vernachlässigen. Für diese Arten (Waldvögel wurden zuletzt 1998 gezählt), aber auch für Säugetiere, Amphibien, Reptilien und die Bewohner der Küstengewässer sollen ab 2011 Inventare entstehen.
Daneben leben nur wenige Säugetiere auf der Insel, wie das Hermelin, der Schneeschuhhase und der Fuchs. Hinzu kommen kleine Vertreter der Klasse, wie Weißfußmaus und Nordamerikanische Rötelmaus (Myodes gapperi). Die geringe Zahl an Säugetieren, vor allem an größeren, hängt mit dem Habitat zusammen, das sehr klein ist und vor allem fast keine Wasserläufe bietet. Zudem ist die 3,5 km vor der Küste liegende Insel zwar im Winter zu erreichen, doch liegen zu dieser Zeit viele Säugetiere im Winterschlaf. Darüber hinaus sorgt die Klimaerwärmung dafür, dass im Winter keine hinreichende Eisbrücke zum Festland mehr entsteht. Die beiden kleinen Fuchsfamilien auf der Insel sind dauerhafte Bewohner.